# Hip hip hooray
"Hip hip hooray"是英語中的一個感嘆詞，意思近於『太好啦』、『加油』、『恭喜』之意，在為他人打氣或祝賀時使用。起源於19世紀初的英格蘭，最早是於敬酒的場合使用。
對於唯一的說話者來說，這是一種感歎詞。 在一個群體中，它採取呼叫和響應的形式：歡呼是由一個人高呼“為…[某人或某物]歡呼三聲”（或者更古老的說法是“三次三聲”），然後喊三聲“hip hip”（古稱“hip-hip hip”），每次都是“hooray”或“hurrah”。 在英國，人們過去常說這句話來帶來歡樂和歡呼，現在仍有人說這是在公共場合向君主致敬。